# Wushu (terme)
Pour le sport moderne, voir Wushu (sport).

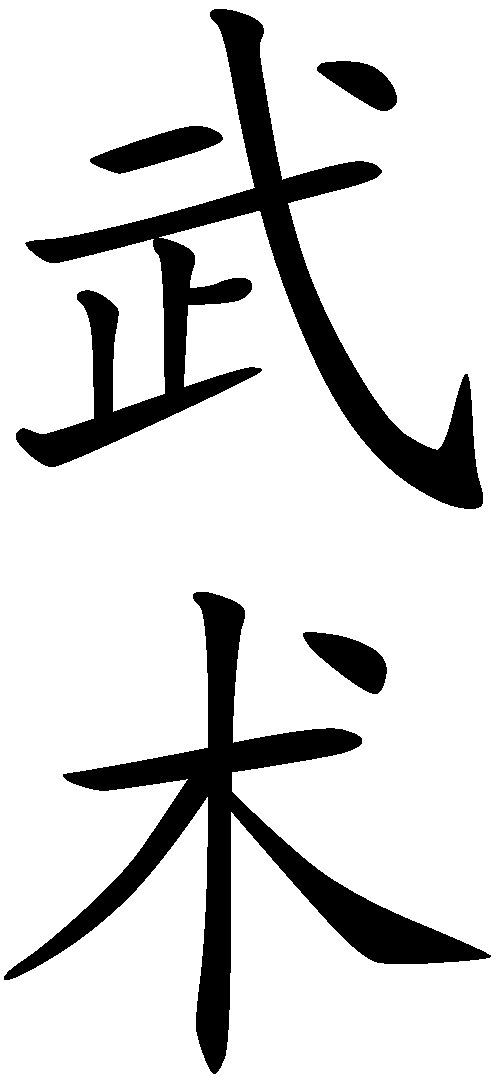
Sinogrammes simplifiés Wǔshù

En français, le terme  « wushu » peut désigner :
- la transcription sans accent des caractères chinois simplifiés 武术 (traditionnels 武術), transcrits en pinyin par wǔshù prononciation en mandarin, et traduits littéralement par l'expression française « art martial », sans référence explicite à une origine chinoise (voir suite de l'article).
- un sport de compétition contemporain, règlementé à partir de 1949 en République populaire de Chine, aussi désigné de manière plus précise en français par « wushu moderne ».
- par dérive sémantique[1], ce terme peut désigner en français l'ensemble des arts martiaux chinois traditionnels et modernes, également désignés populairement par « kung-fu »

## Étymologie de 武術
L'examen des caractères qui le composent montre que le terme chinois a un sens général :
- 武 (wǔ) : ce sinogramme  (pictogramme) représente le radical 止 "stopper" sous 戈 une « hallebarde ».
- 術 ou 术 (shù) : les moyens nécessaires relèvent de l'idéogramme Shu, les savoir-faire, les connaissances multiples (médecine, art du combat, art de la guerre, techniques des armes, diplomatie, etc.). Ici, le terme « art » est à comprendre dans son sens ancien : celui (l'artisan) qui par un apprentissage long et rigoureux possède un métier.

Dans les langues chinoises, plusieurs termes différents de wushu désignent les arts martiaux de Chine. Notamment 中国功夫 (pinyin: zhōngguó gōngfū pour désigner les arts martiaux nationaux.

## Origines du terme 武術
D’après Kang Gewu  dans son ouvrage « Recueil pratique des arts martiaux chinois », le terme de « wushu » apparaît pour la première fois pendant la dynastie Liang de l'époque des dynasties du Nord et du Sud (Nanbei chao, 502-557), dans le recueil des textes de Xiao Tong (501-531), qui n’est autre que le fils aîné de l’empereur Liang Wudi, Xiao Yan. Le terme y désigne les techniques militaires en général qui étaient auparavant nommées « techniques de combat » (jiji) et « arts guerriers » (wuyi). La notion de techniques militaires est comprise comme moyen de préserver un royaume, de préserver la dynastie et de préserver l'intégrité physique du dirigeant.
Le terme « wushu » fut peu usité pendant l’antiquité chinoise, il ne s’est vraiment répandu qu’à la fin de la dynastie Qing et après l’avènement de la République de Chine en 1911. En 1915, Ma Liang édite son fameux manuel d’entraînement qu’il nomme « Les nouveaux arts martiaux chinois ». À partir de cette époque, le terme « wushu » perd de son sens de techniques de préservations à caractère militaire pour désigner plutôt un type d’activité sportive traditionnelle. Ce changement prend en considération l'apport de la conception occidentale du sport (hygiène physique et rationalité anatomo-physiologique) et les conceptions médicales traditionnelles chinoises. La définition usitée de wushu dans les manuels devient alors : manière de pratiquer et d’utiliser les arts de combat, les pratiques et techniques afférentes (gymnastiques, hygiène sportive, etc.) et les enchaînements codifiés esthétiques ou gymnastiques.